# Воложин

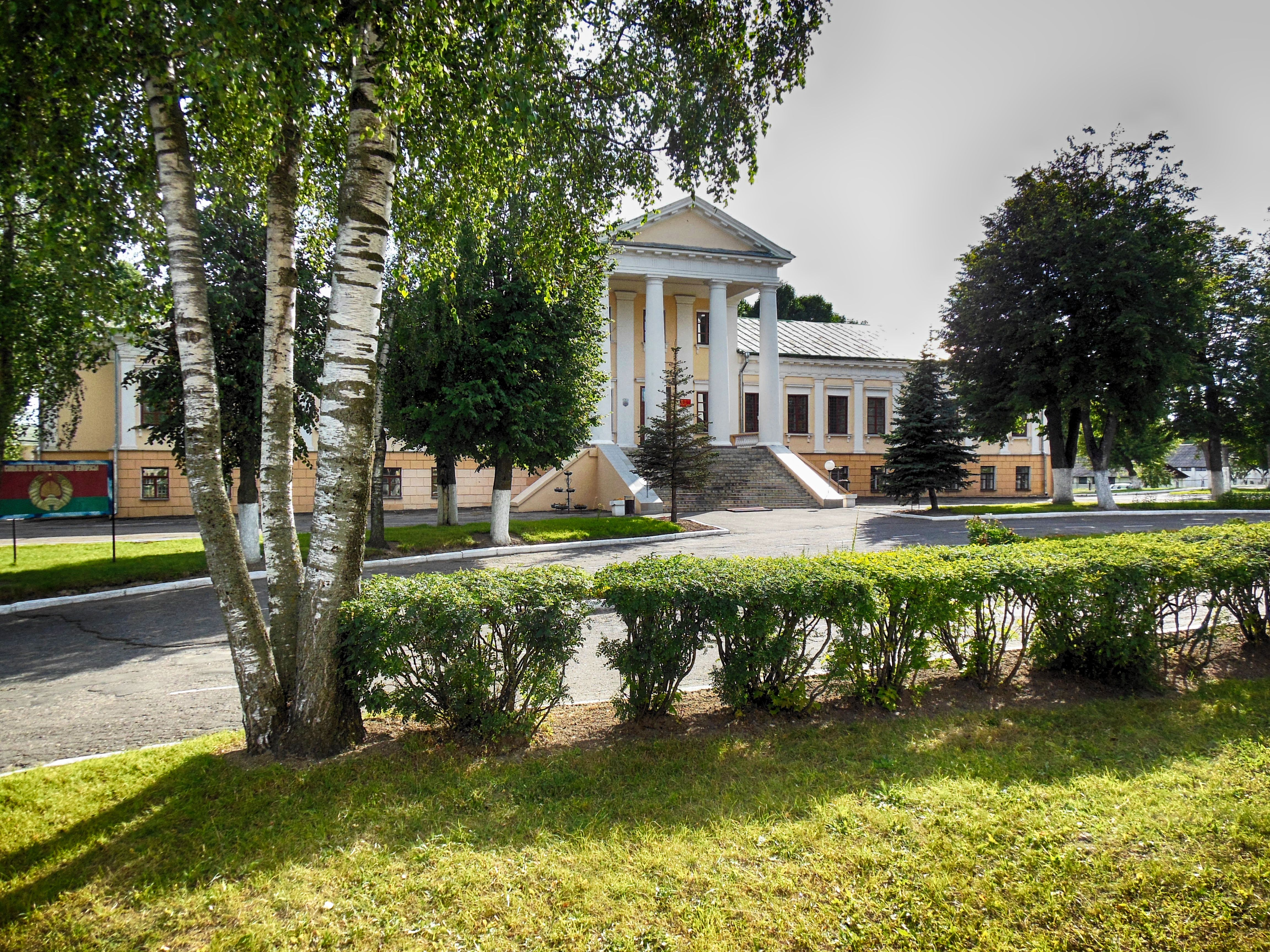
Дворец Тышкевичей

Воло́жин (бел. Вало́жын) — город в Минской области Беларуси. Административный центр Воложинского района. Расположен в 76 км северо-западнее Минска, на автомобильной дороге Минск — Гродно, на реке Воложинка. По письменным источникам известен с XIV века как небольшое поселение, принадлежавшее Монвидам, Верейским, Гаштольдам, Радзивиллам, Чарторыйским, Тышкевичам.
Численность населения — 9 923 человек (на 1 января 2025 года).

## Геральдика
Герб утверждён решением Воложинского районного исполнительного комитета от 15 июня 1998 года № 9. Зарегистрирован в Гербовом матрикуле Республики Беларусь 22 июня 1998 года № 17.
Флаг учреждён Указом Президента Республики Беларусь от 1 декабря 2011 года № 564 и зарегистрирован в Государственном геральдическом регистре Республики Беларусь 5 декабря 2011 года № Б-205. Утверждён решением Воложинского районного исполнительного комитета от 22 января 2009 года № 46.

## История
Известен с XIV века. Название города Воложин и реки Воложинка происходит от угро-финского *valg, valkea — «белый, светлый». Во второй половине XV в. Воложин принадлежал семейству Монвидов, первых воевод Виленских; затем перешёл к Гаштольдам. В 1542 г. Станислав Гаштольд, воевода Троцкий и Новогрудский, муж Варвары Радзивилл, умер бездетным. Воложин перешёл во владение короля Сигизмунда Старого.
В 1543 г. король Сигизмунд Старый передал своему сыну Сигизмунду Августу.
С XVI века в Новогрудском воеводстве Великого княжества Литовского. Центр торговли скотом и сельскохозяйственным сырьём.
В 1614 г. будущий каштелян Виленский и будущий великий гетман литовский Христофор Радзивилл продал Воложин Александру Слушке.
В 1681 в Воложине Юзефом Богуславом Слушкой был основан бернардинский монастырь с духовной школой.
В 1790 году в Воложине 186 дымов.
С 1793 года в составе Российской империи, в Ошмянском уезде.
10.03.1803 г. Адам Чарторыйский продал Воложин за 100 тыс. злотых червонных старосте велятичскому Иосифу Игнатию Тышкевичу.
В начале XIX века строится комплекс дворцовых корпусов Тышкевича с парком, костёл с брамой-звонницей, синагога, древняя церковь (1866), торговые ряды и др. Насчитывалось 2446 жителей.

В 1861 году имение Воложин Ошмянского уезда принадлежало графу Тышкевичу. 
В имении насчитывалось 3788 крепостных душ мужского пола (в том числе 28 дворовых) и 843 двора, из которых 282 двора были издельные и 561 - оброчные. Всего удобной земли в имении было 16855 десятин (по 4,45 десятины на душу). Денежный оброк уплачивался по количеству наделенной земли, по 2 рубля с десятины. Строительных - 12 дней. Доставка одной сажени дров со двора. Одна дорога в Вильно. Сторожей 3 очереди, по 3 дня. Натуральные повинности выполнялись с каждого двора: курица, яиц 10 штук, сена 5 пудов, соломы 20 кулей. Пригона происходила 104 дня для крепостных мужского пола и 52 дня для душ женского пола. Сгона было по 22 дня для рабочих душ мужского и женского пола.
В 1865 году пожар уничтожил в местечке более 100 строений.
Город известен иешивой, существовавшей, с перерывами, до начала Второй мировой войны. В 1897 году в городе было 4534 жителя, в том числе 2452 еврея.
19 февраля 1918 года оккупирован немецкими войсками.
В 1920—1939 гг. в составе Польши, центр повета Новогрудского воеводства.
С 1939 года в составе БССР, с 15 января 1940 года районный центр. В 1939 году 6,8 тыс. жителей.
25 июня 1941 был оккупирован немецкими войсками. Освобожден 5 июля 1944 года частями 3 гвардейского танкового корпуса (командир корпуса гвардии генерал-майор танковых войск Вовченко Иван Антонович) 5 гвардейской танковой армии:
- 3 гвардейской танковой бригадой (командир бригады гвардии подполковник Гриценко Константин Андреевич).
- 18 гвардейской танковой бригадой (командир бригады гвардии подполковник Есипенко Василий Иванович).
- 2 гвардейской мотострелковой бригадой (командир бригады гвардии полковник Долганов Дмитрий Никифорович).

В 1940—1944 годах — в Барановичской области, в 1944—1960 годах — в Молодечненской области, с 20 января 1960 года — в Минской области. С 25 декабря 1962 года по 6 января 1965 года — в Молодечненском районе.

20 октября 1995 года административные единицы Воложинский район и город Воложин, имеющие общий административный центр, объединены в одну административную единицу — Воложинский район.
О градостроительном развитии поселения судить нельзя в связи с отсутствием картографических материалов, планов или проектов перепланировки конца XVIII—XIX в. Не проливают свет литературные источники и на группу монументальных зданий, сохранившихся с начала XIX века. Планировка Воложина компактна, в своей центральной части отличается регулярностью. Генплан города разработан в 1971 году. Главная улица — ныне Советская — совпадает с трассой дороги, ведущей из Минска в Гродно и Вильнюс и разрезает город на две части. Прямоугольная система планировки образуется дублирующими, параллельными (улицы Советская, Партизанская и др.) и поперечными (улицы Кирова, Некрасова и др.) направлениями. Такая планировочная организация типична для небольших поселений, которые упорядочивались в XIX веке сообразно простейшим геометрическим схемам. В настоящее время от исторической застройки города сохранился полный фрагмент южной стороны площади Свободы, включающий в себя дворцовые постройки Тышкевича, костел, ворота-звонницу, отдельные жилые дома (№ 13), фрагменты парка. Площадь издавна была центральным ядром Воложина. Способствовало этому её расположение в головной части города на высоких отметках, у перепада рельефа.
В 2016 году утвержден официальный природный символ Воложинского района — Зимородок.

## Демография
Численность населения — 9 923 человек (на 1 января 2025 года).
| Численность населения: |
| График не отображается по техническим причинам. Чтобы исправить это, воспроизведите график в новом формате, если это возможно. |

| 1897  | 1931  | 1939   | 1959   | 1970   | 1979   | 1989    | 2006    | 2015    | 2018    | 2022   | 2023     | 2024 | 2025   |
| ----- | ----- | ------ | ------ | ------ | ------ | ------- | ------- | ------- | ------- | ------ | -------- | ---- | ------ |
| 4 500 | ▲6361 | ▲6 800 | ▼4 800 | ▲5 800 | ▲7 906 | ▲10 643 | ▲10 901 | ▼10 488 | ▼10 308 | ▼9 993 | ▲ 10 064 |      | ▼9 923 |

## Экономика
Крупнейшие промышленные предприятия Воложина — ОАО «Воложинский льнокомбинат» (первичная переработка льна), ОАО «Воложинская райагропромтехника», РУП «Воложинский жилкоммунхоз», Воложинский филиал ОАО «Молодечненский молочный комбинат».

## Образование
В городе действуют  3 ясли-сада, гимназия, 2 средних школы и сельскохозяйственный колледж (ранее профессиональный лицей; бывшее сельское ПТУ № 208).

## Культура
- Воложинский краеведческий музей[31]
- Воложинский районный центр культуры
- При райцентре культуры действует Народное литературно-художественное объединение «Рунь»
- Кинотеатр «Юность». Первым фильмом показанным в кинотеатре стали — «Молодые», снятый по роману Александра Андреева. Сеанс состоялся 22 февраля 1972 года.[32]

## События и мероприятия
- В 2000, 2007 и 2014 гг. проходил фестиваль «Адна зямля»
- 2024 год — областной фестиваль «Дажынкi» (19.10.2024)

## Достопримечательности
- Еврейская духовная академия. Здание бывшей Воложинской иешивы, ул. Кирова, 2 —  Историко-культурная ценность Республики Беларусь, шифр 612Г000072. Ныне — культурно-образовательный центр[33].
- Костёл Святого Иосифа с брамой и звонницей пл. Свободы, 11 (инв. № 632/С-29941) —  Историко-культурная ценность Республики Беларусь, шифр 612Г000073.
- Церковь Святых равноапостольных Константина и Елены.
- Ансамбль бывшей резиденции Тышкевичей: главный корпус, два флигеля, фрагменты парка, пл. Свободы, 4, 17, 19. —   Историко-культурная ценность Республики Беларусь, шифр 612Г000075. Воложинский дворец Тышкевичей выстроен в стиле классицизма.

Годом его «рождения» можно считать 1803 г., когда вильнюсский староста, граф Иосиф (Юзеф) Тышкевич за 100 тысяч золотых покупает город Воложин и тут же приступает к возведению собственной резиденции. Строить дворцово-парковый ансамбль было поручено архитектору Коссаковскому, чей проект больше всего понравился владельцу будущей усадьбы. Для новой резиденции выбрали историческое место — где раньше располагалось средневековое замчище. Импозантная графская резиденция была закончена через три года и гордо возвышалась «в сердце» Воложина. Центральную часть дворца заняла двухэтажная оранжерея со сферическим куполом. Здесь лучшие садоводы выращивали апельсиновые деревья, теплолюбивые и капризные пальмы и прочую экзотическую роскошь. За дворцом к реке спускался пейзажный парк, заложенный ещё в XII веке, где в тенистой прохладе деревьев приятно было укрыться в летний полдень. Сам дворцовый комплекс состоял из трёх двухэтажных корпусов. Их архитектура типична для классицизма: развитые портики, искусно прорисованные декоративные элементы, лаконичные обрамления проёмов. В декоре не было ничего лишнего, и все детали органично сочетались между собой. Самая изящная — центральная часть здания, она элегантно украшена колоннами и лепниной. Дворец Тышкевичей прекрасно сохранился до наших дней и является истинным украшением старинного города Воложина.
- Братская могила, пл. Свободы —  Историко-культурная ценность Республики Беларусь, шифр 613Д000077.

### Памятник, скульптура
- Памятник В. И. Ленину
- Мемориальный знак (звезда) на площади Свободы, где похоронены 160 советских бойцов, в том числе Герой Советского Союза В. Щербина[34].
- Бюст и памятник Герою Советского Союза В. В. Щербина.
- Памятник воинам-интернационалистам (2015). Скульптор — А. Кострюков[35].

## Галерея

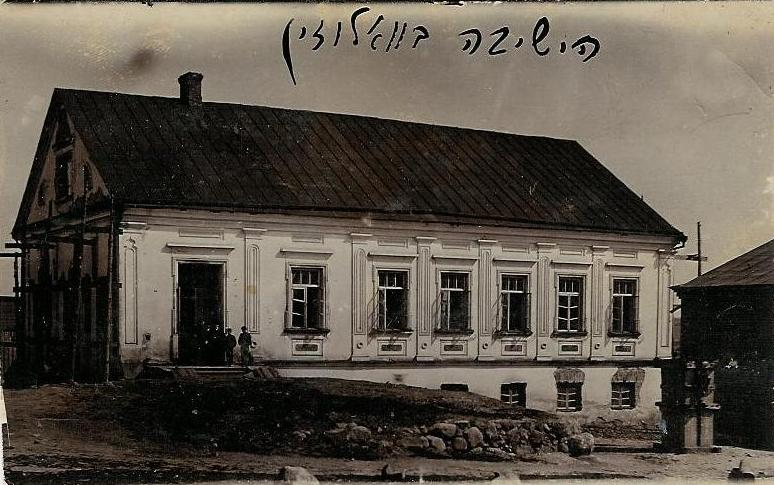
Старая фотография Воложинской иешивы
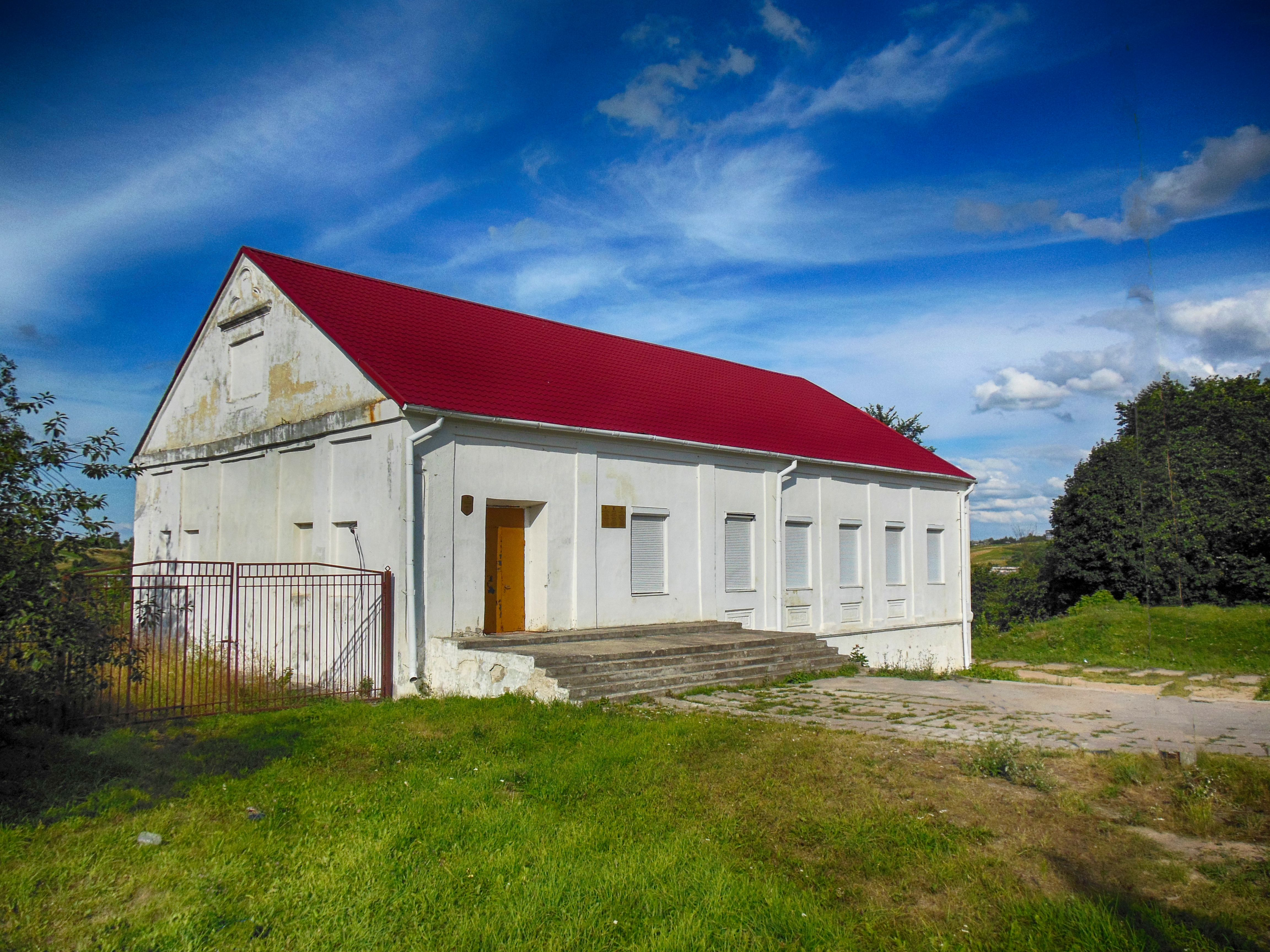
Сохранившееся здание Воложинской иешивы
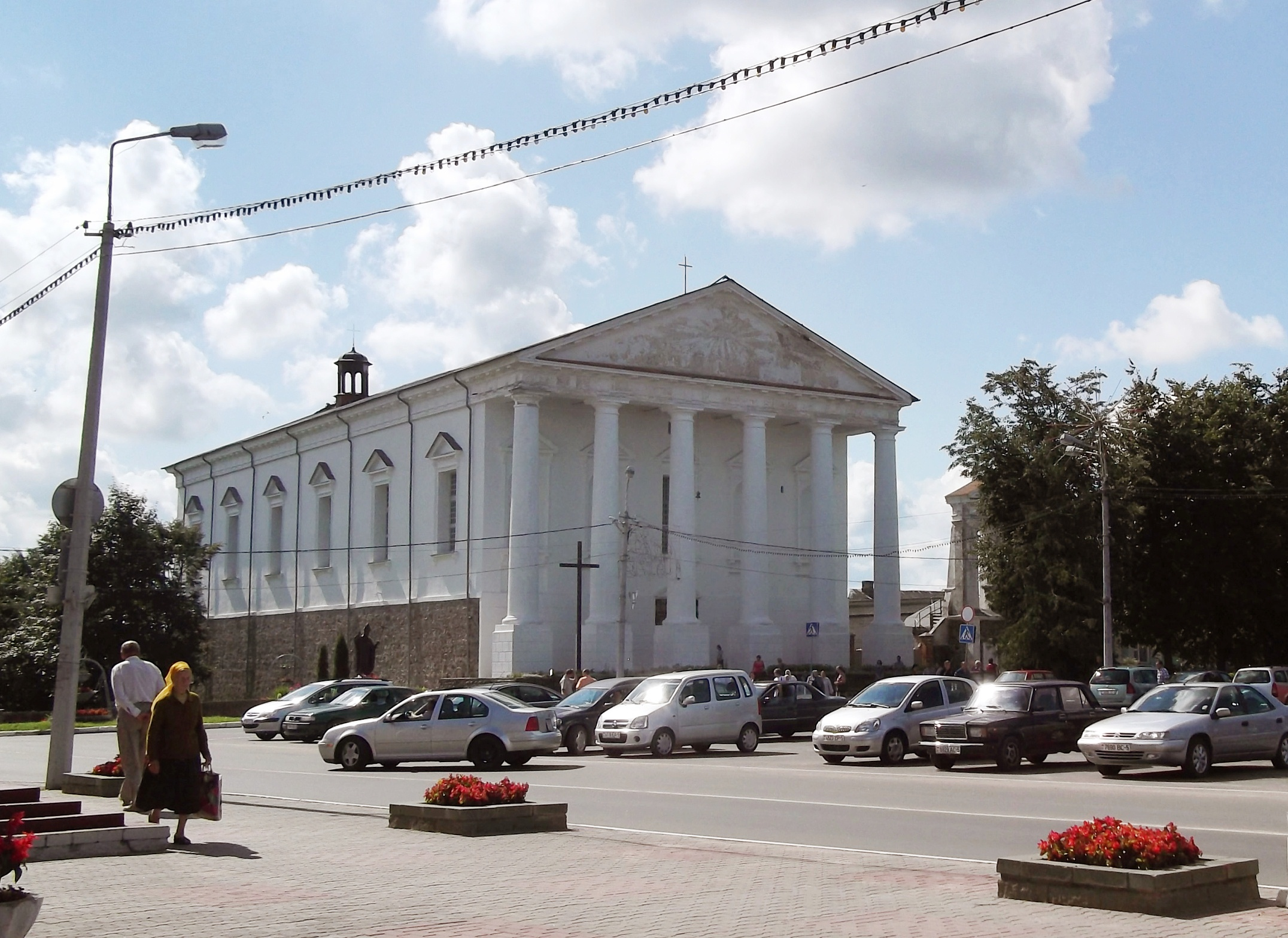
Костёл Св. Иосифа
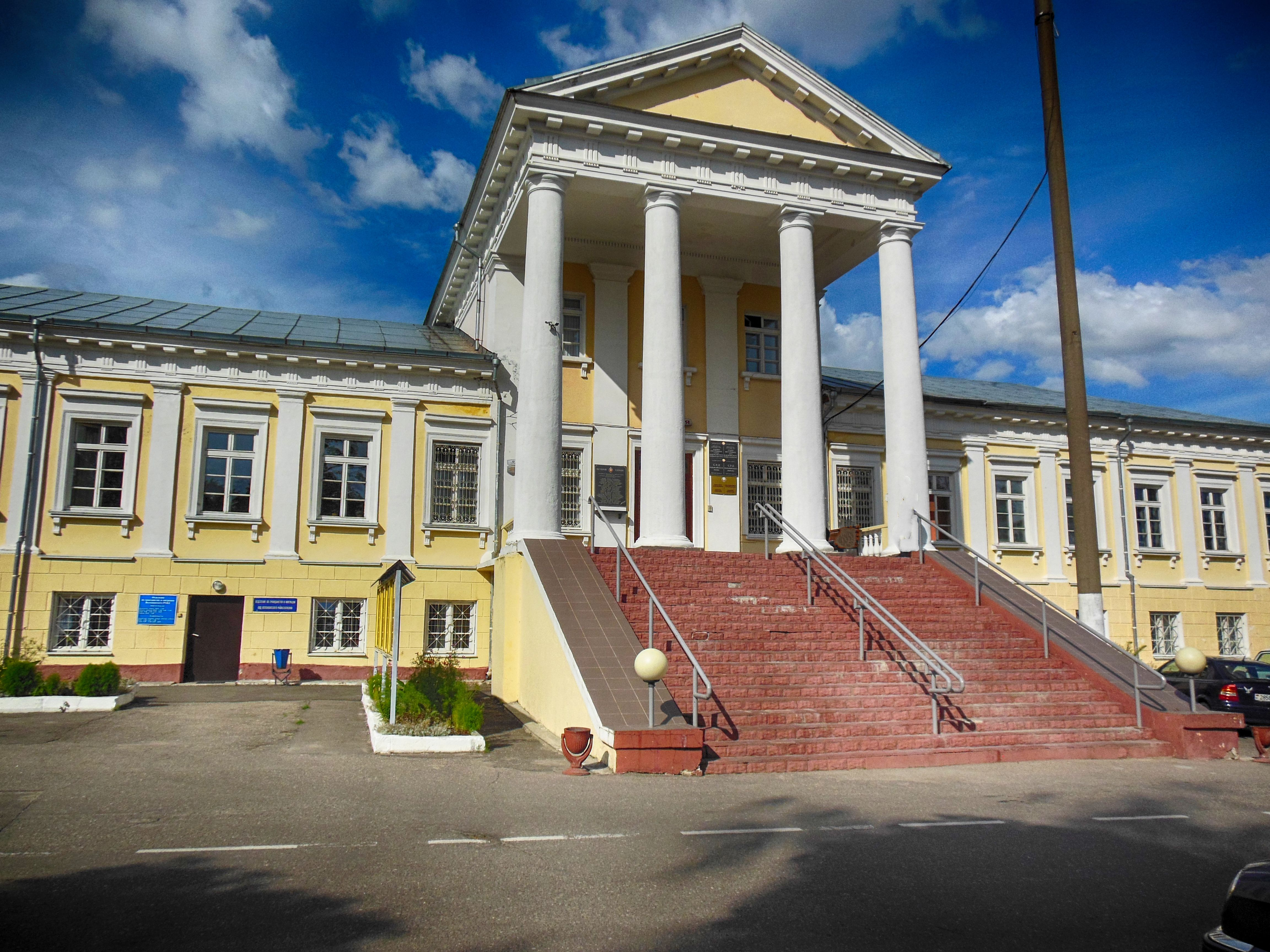
Флигель Дворца Тышкевичей
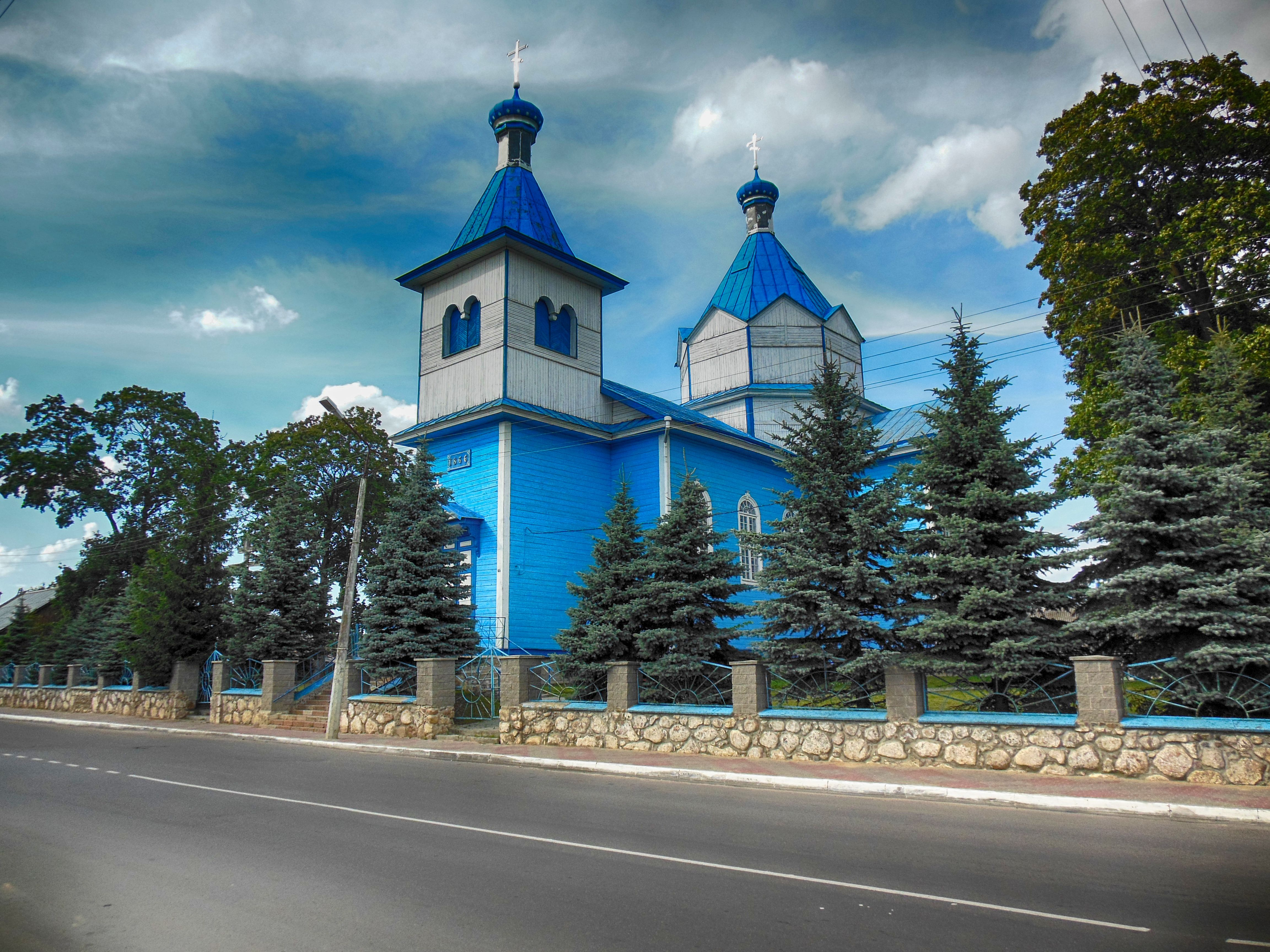
Церковь Святых равноапостольных Константина и Елены
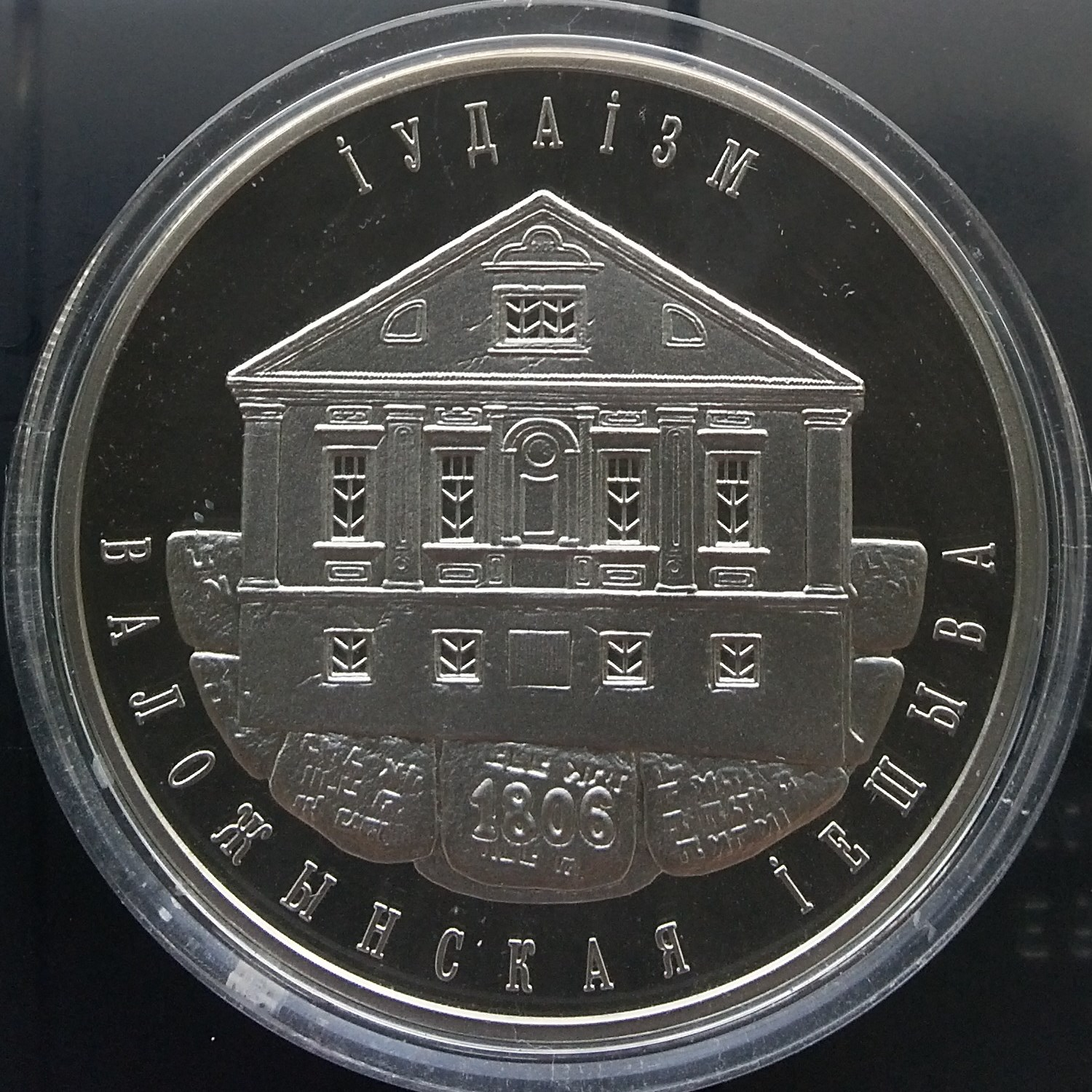
Памятная монета «Иудаизм. Воложинская иешива». Литовский монетный двор, 2010 год